# Гамильтон, Иан (географ)
Иан Гамильтон (англ. Ian Hamilton; 23 мая 1937 — 5 марта 2002) — британский географ, известный работами в области географии промышленности.
Иан Гамильтон учился в Лондонской школе экономики и политологии, где получил диплом бакалавра экономики. Затем область его интересов сместилась в сторону географии, в 1963 он защищает диссертацию, посвященную изменениям социально-экономической географии Югославии. В дальнейшем занимался в основном изучением стран с плановой экономикой (Восточная Европа, СССР, Китай), особенно процессами их индустриализации их территориальному отражению. Известен также как автор главы «Модели в промышленности» в книге «Модели в географии» под редакцией Питера Хаггета и Ричарда Чорли (1967), где был обобщен опыт моделирования развития промышленности, подведены итоги развития этого направления в школе пространственного анализа
Преподавал в Лондонской школе экономики и политологии с 1961 г., с 1966 также в Школе изучения стран Восточной Европы, где в 1995—2001 возглавлял кафедру социологии. В 1972-84гг. был главой комиссии географии промышленности Международного географического союза. Посещал с лекциями университеты Восточной Европы и США.

## Основные работы
- Models in industry // Models in geography, 1967
- Yugoslavia: patterns of regional change, 1968
- Spatial Perspectives on Industrial Organization and Decision Making, 1974
- The Planned Economics (Aspects of Geography), 1979
- The international division of labour and paradigm debates on the location of economic activity, 1985
- Редактор ряда сборников статей, посвященных географии промышленности, которые были выпущены в 1979-84гг.; сборника Regional development in the USSR: modelling the formation of Soviet territorial-production complexes (1985, совместно с Марком Бандманом)